# ハイキック3 -短足の逆襲-
『ハイキック3 -短足の逆襲-』は、韓国MBCで2011年から2012年にかけて月曜から金曜に放送された韓国のテレビドラマ（シットコム）。全123話。
日本では、KNTVで字幕放送された[世界的観点]。

## 登場人物
アン・ネサン - アン・ネサン
ユン・ユソン - ユン・ユソン
ユン・ゲサン - ユン・ゲサン
ユン・ジソク - ソ・ジソク
アン・ジョンソク - イ・ジョンソク
パク・ハソン - パク・ハソン
アン・スジョン - クリスタル
ペク・ジニ - ペク・ジニ
ジュリアン・カン - ジュリアン・カン
キム・ジウォン - キム・ジウォン
カン・スンユン - カン・スンユン